# D'Lo
D'Lo es un pueblo del Condado de Simpson, Misisipi, Estados Unidos. Según el censo de 2000 tenía una población de 394 habitantes y una densidad de población de 220.5 hab/km².

## Demografía
Según el censo de 2000, había 394 personas, 179 hogares y 114 familias residiendo en la localidad. La densidad de población era de 220,5 hab./km². Había 206 viviendas con una densidad media de 115,3 viviendas/km². El 79,19% de los habitantes eran blancos, el 19,54% afroamericanos, el 0,51% amerindios, el 0,25% isleños del Pacífico y el 0,51% pertenecía a dos o más razas. El 0,00% de la población eran hispanos o latinos de cualquier raza.
Según el censo, de los 179 hogares en el 24,0% había menores de 18 años, el 50,3% pertenecía a parejas casadas, el 10,6% tenía a una mujer como cabeza de familia, y el 35,8% no eran familias. El 34,1% de los hogares estaba compuesto por un único individuo, y el 19,0% pertenecía a alguien mayor de 65 años viviendo solo. El tamaño promedio de los hogares era de 2,20 personas y el de las familias de 2,77.
La población estaba distribuida en un 20,3% de habitantes menores de 18 años, un 9,6% entre 18 y 24 años, un 22,6% de 25 a 44, un 27,9% de 45 a 64, y un 19,5% de 65 años o mayores. La media de edad era 42 años. Por cada 100 mujeres había 79,9 hombres. Por cada 100 mujeres de 18 años o más, había 81,5 hombres.
Los ingresos medios por hogar en la localidad eran de 28.750 dólares ($), y los ingresos medios por familia eran 33.125 $. Los hombres tenían unos ingresos medios de 27.500 $ frente a los 21.731 $ para las mujeres. La renta per cápita para la ciudad era de 15.469 $. El 13,7% de la población y el 11,7% de las familias estaban por debajo del umbral de pobreza. El 15,6% de los menores de 18 años y el 17,6% de los habitantes de 65 años o más vivían por debajo del umbral de pobreza.

## Geografía
Según la Oficina del Censo de los Estados Unidos, la localidad tiene un área total de 1,8 km², todos ellos correspondientes a tierra firme.